# Křižný
Rybník Křižný o rozloze vodní plochy 1,94 ha se nalézá asi 100 m východně od železniční zastávky Staré Jesenčany u silnice III. třídy č. 32226 vedoucí ze Starých Jesenčan do Dražkovic v okrese Pardubice. V roce 2009 byla provedena jeho revitalizace a odbahnění. Rybník je využíván pro chov ryb.

## Galerie

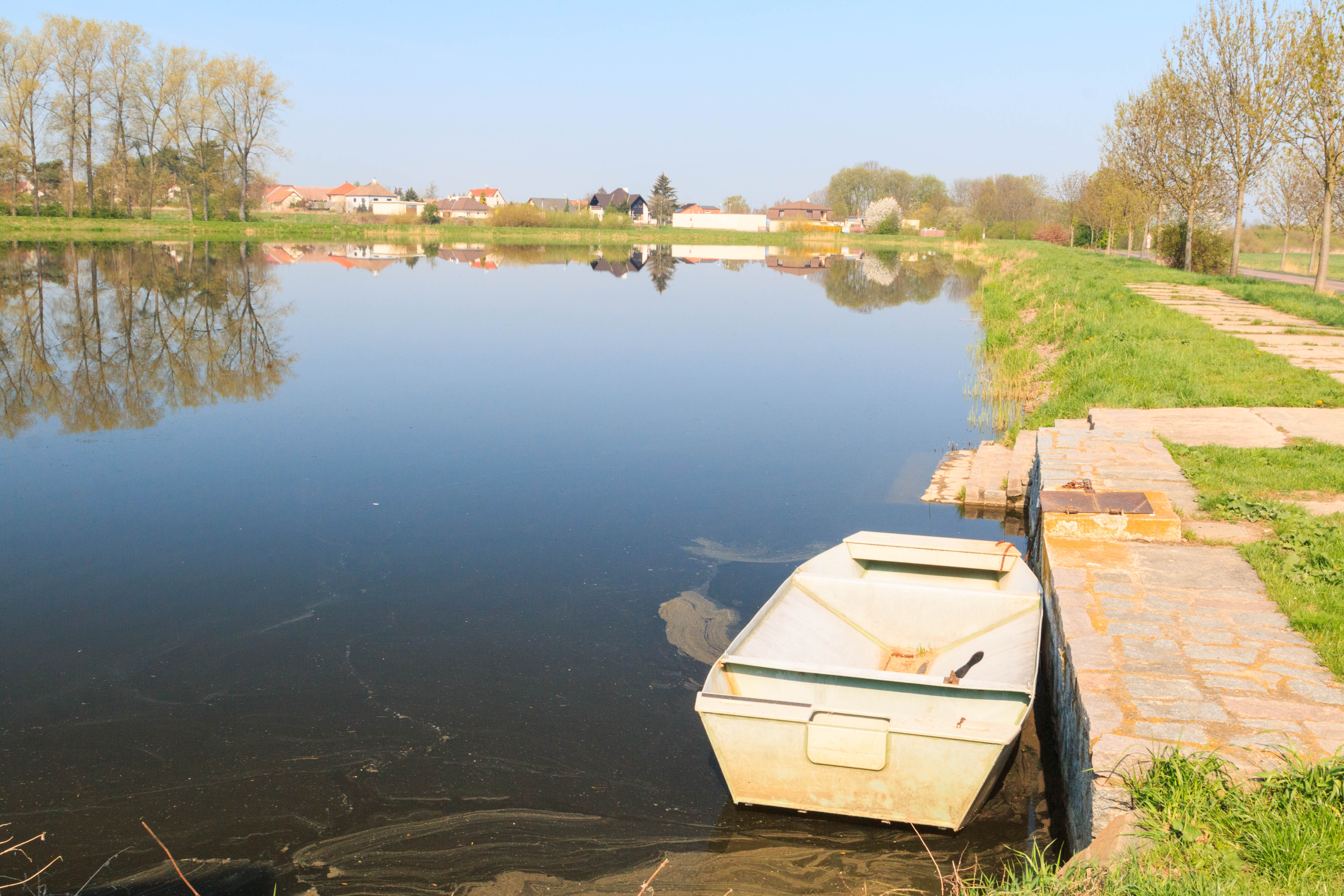
Pohled na rybník Křižný
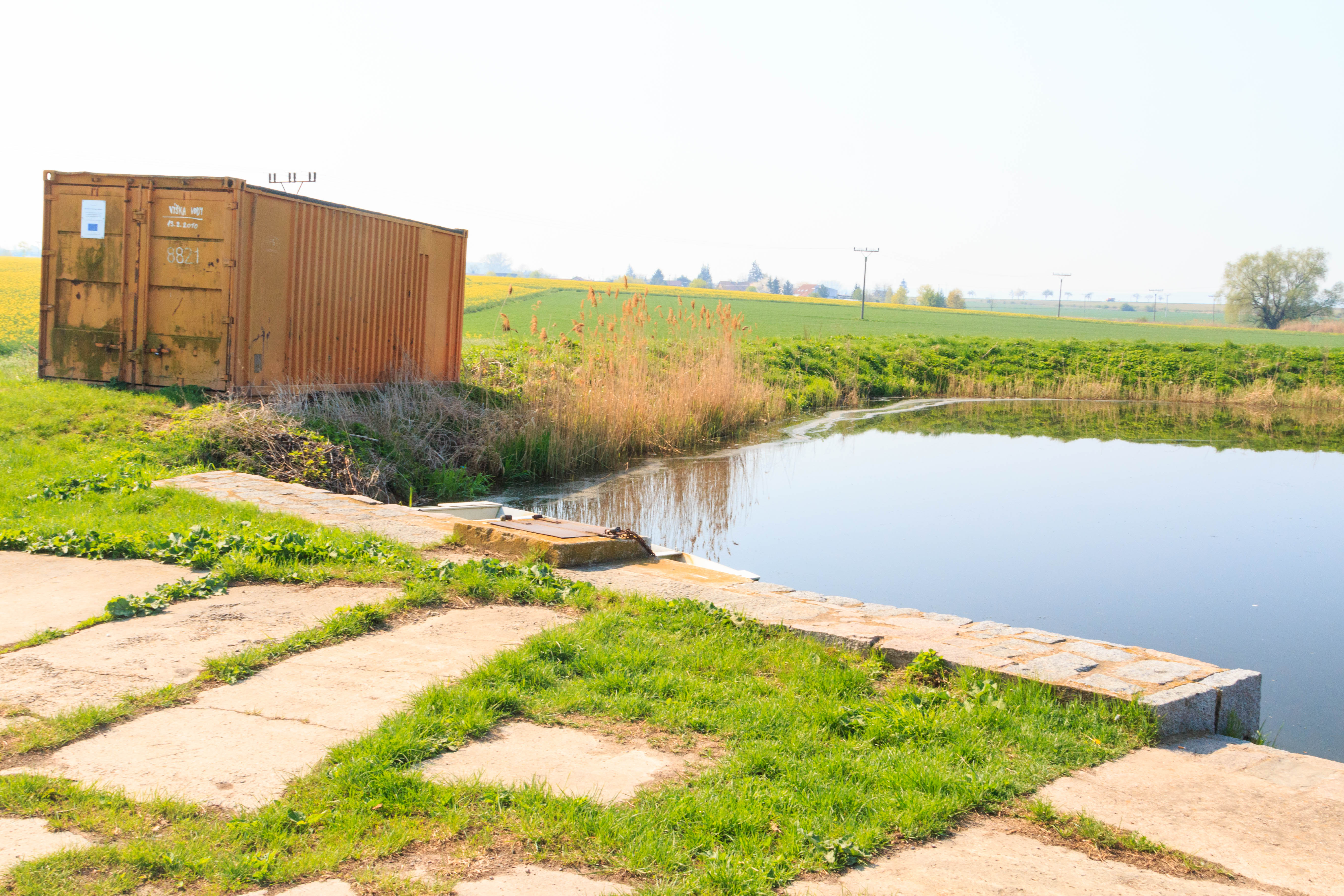
Pohled na rybník Křižný
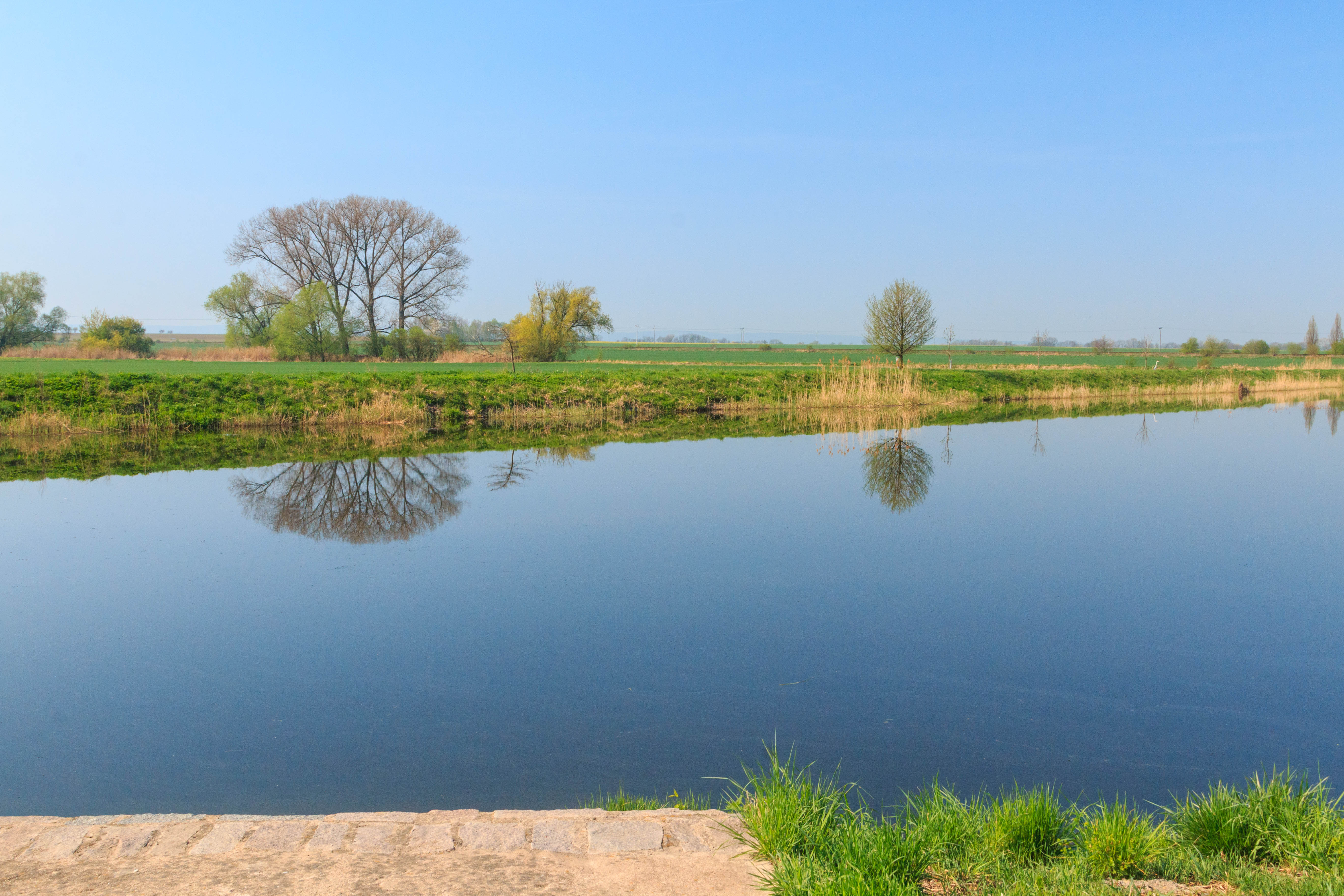
Pohled na rybník Křižný